# Май Ван Хоа
Май Ван Хоа (вьет. Mai Văn Hòa, 1 июня 1927, Ханой, Французский Индокитай — 14 мая 1971, Сайгон, Южный Вьетнам) — французский и южновьетнамский игрок в настольный теннис. Бронзовый призёр чемпионата мира 1959 года, пятикратный чемпион Азии 1953, 1954 и 1957 годов, двукратный серебряный призёр чемпионата Азии 1953 и 1954 годов, двукратный чемпион летних Азиатских игр 1958 года.

## Биография
Май Ван Хоа родился 1 июня 1927 года в городе Ханой во Французском Индокитае (сейчас во Вьетнаме).
В 1950 году дебютировал на чемпионате мира по настольному теннису в Будапеште, где представлял Францию. В дальнейшем выступал за Южный Вьетнам ещё на шести чемпионатах мира, но лишь трижды дошёл до 1/8 финала — в одиночном разряде в 1952 году в Бомбее и в 1959 году в Дортмунде, в парном разряде в 1951 году в Вене. В командном первенстве в 1959 году завоевал бронзовую медаль в составе сборной Южного Вьетнама.
Выступал на трёх чемпионатах Азии. В 1953 году в Токио выиграл золотые медали в одиночном и парном разрядах и серебро в командном первенстве, в 1954 году в Сингапуре — золото в одиночном разряде и серебро в парном, в 1957 году в Маниле — золото в парном разряде и командном первенстве.
В 1958 году завоевал две золотых медали на летних Азиатских играх в Токио в парном разряде и командном первенстве.
В 1957 году занял 8-е место в мировом рейтинге, в 1959 году — 12-е.
Завершил международную карьеру в сентябре 1962 года, выступив на турнире в Австралии.
Предпочитал играть в оборонительном стиле.
Погиб 14 мая 1971 года в южновьетнамском городе Сайгон (сейчас вьетнамский город Хошимин) в автомобильной аварии.